# Microrégion d'Alto Parnaíba Piauiense

Localisation de la microrégion d'Alto Parnaíba Piauiense

La microrégion d'Alto Parnaíba Piauiense est l'une des six microrégions qui subdivisent le sud-ouest de l'État du Piauí au Brésil.
Elle comporte 4 municipalités qui regroupaient 39 309 habitants en 2006 pour une superficie totale de 25 525 km².

## Municipalités[1]
- Baixa Grande do Ribeiro
- Ribeiro Gonçalves
- Santa Filomena
- Uruçuí